# Karl Appold

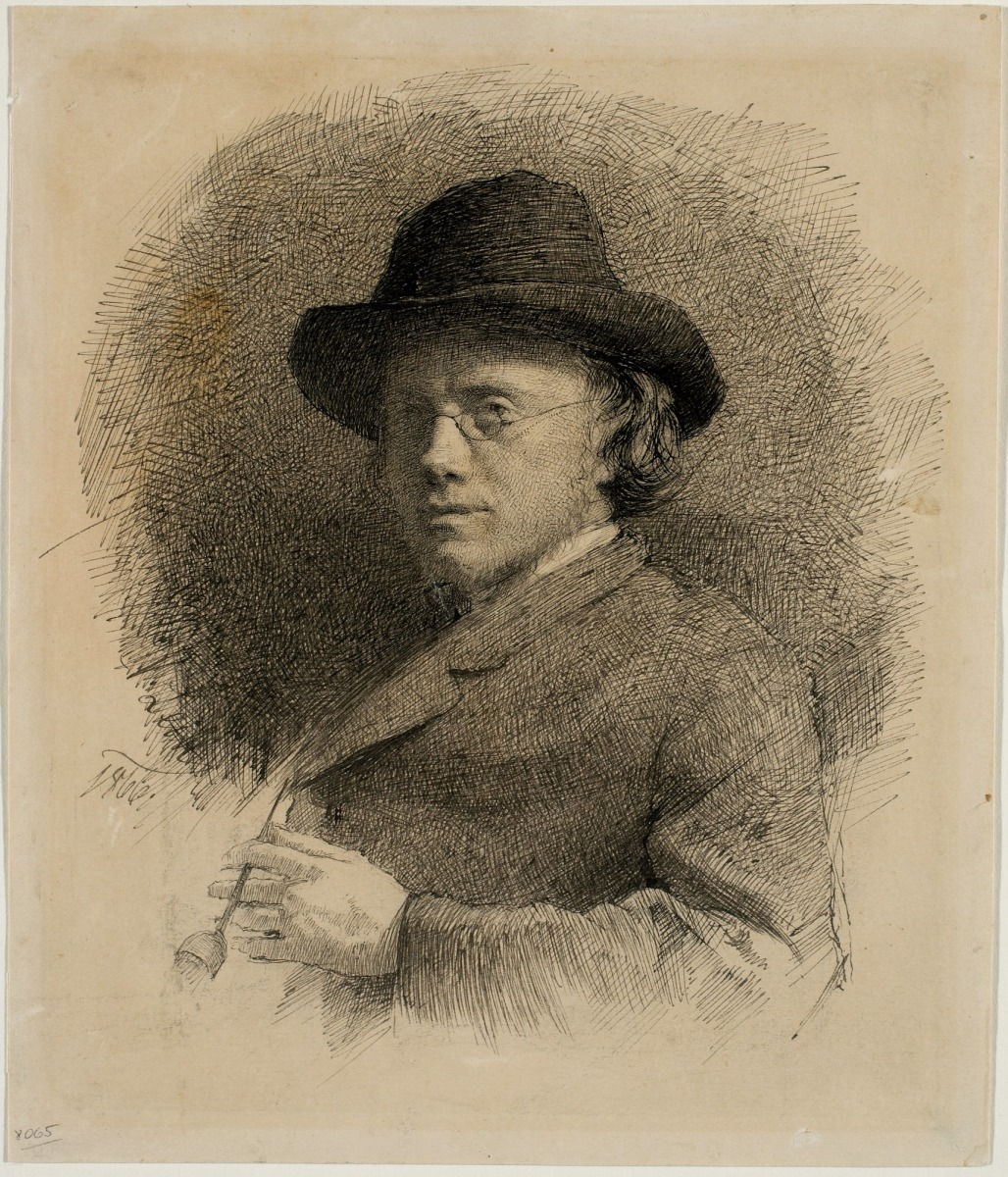
Karl Appold, gezeichnet von Wilhelm Leibl (1866)

Karl Appold (* 25. Januar 1840 in Nürnberg; † 25. September 1884 in München) war ein deutscher Maler, Zeichner und Kupferstecher.

## Leben und Wirken
Karl Appold war der Sohn von Johann Leonhard Appold (1808–1858) und seiner Gattin Karolina geb. Stökel. Er erlernte das Bildstechen bei seinem Vater, der sich in Nürnberg als Kupferstecher betätigte.
Wegen eines frühzeitig aufgetretenen Augenleidens gab der junge Künstler die Stecherei auf, um sich ab 1860 zum Maler ausbilden zu lassen. Ab 1864 besuchte Appold die Münchner Akademie der Bildenden Künste. Hier wurde er Schüler der Maler Philipp von Foltz und Moritz von Schwind, wobei letzterer den stärksten Einfluss auf ihn ausübte.
Karl Appold schuf einige schöne Gemälde, war jedoch wegen völliger Mittellosigkeit gezwungen vornehmlich Bücher und Zeitungen zu illustrieren. So erlangte er seinerzeit in Bayern Bedeutung als Zeichner und Illustrator. Mit rastlosem Fleiß, unermüdlich bestrebt sich weiter zu bilden, zeichnete der augenleidende Künstler fremde Bilder mit gewissenhafter Treue nach und entwarf ebenso eigene Kompositionen. Die Allgemeine Deutsche Biographie konstatiert dazu 1902: „Es wird wohl nimmer gelingen, all die Blättlein zu sammeln, welche dieser emsige, elastische Geist für Kalender, Journale, Zeitschriften und Bücher erfand und mit möglichster Formvollendung ausführte.“
Zeitlebens arm und sehgestört, fesselte ihn am Ende ein schweres Herzleiden für Monate ans Bett und er starb daran, am 25. September 1884, in München. Sein reicher Nachlass blieb unbeachtet liegen und gelangte erst später über Auktionen in den Handel. Dabei befanden sich auch sehr gute Kopien von Werken seines Lehrers Moritz von Schwind, die teils absichtlich, teils in Unkenntnis der Sachlage, als Originale Schwinds verkauft wurden.

## Galerie

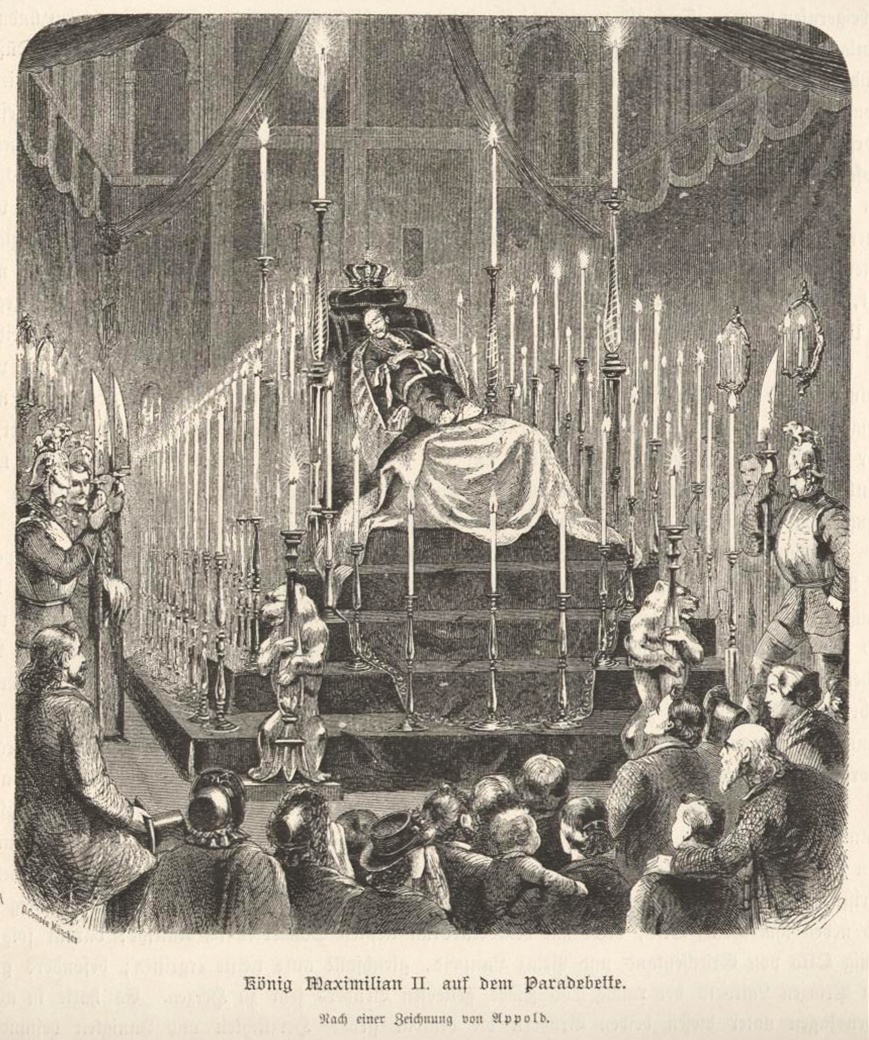
Aufbahrung von König Max II., Zeichnung, 1864
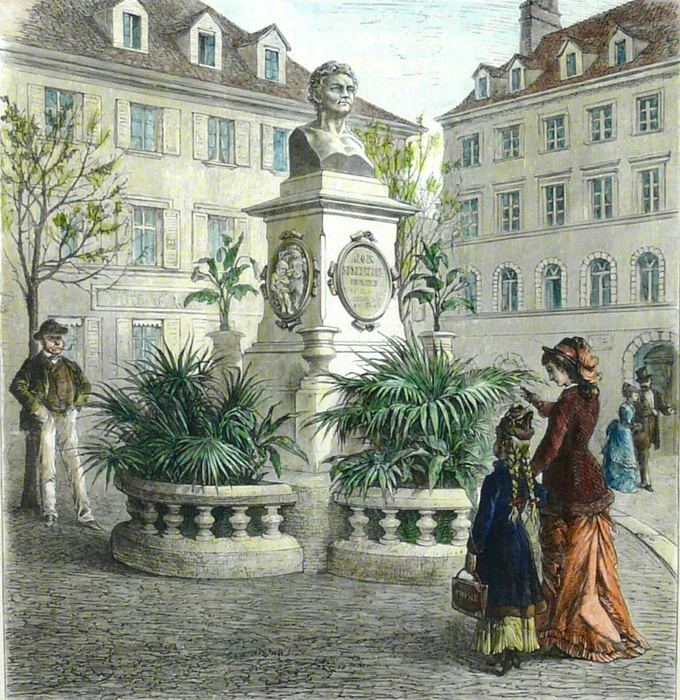
Senefelder Denkmal München, Stich nach Zeichnung von Karl Appold